# Randy Williams
Randel "Randy" Luvelle Williams (Fresno, 23 de agosto de 1953) é um ex-atleta e campeão olímpico norte-americano especializado no salto em distância.
Estudante da Universidade do Sul da Califórnia, venceu o salto em distância em Munique 1972 com a marca de 8,34 m, que lhe rendeu não apenas a medalha de ouro olímpica mas também, aos 19 anos, o recorde mundial júnior da modalidade. Esta marca continuou como recorde mundial juvenil por 40 anos, até 2012. Quando foi batida, era o mais duradouro recorde júnior do atletismo. Voltou a disputar a prova quatro anos depois em Montreal 1976 ficando com a medalha de prata e um salto de 8,11 m.
Classificado na seletiva americana para disputar sua terceira Olimpíada em Moscou 1980, se viu impedido de tentar uma terceira medalha olímpica pelo boicote dos Estados Unidos e seus aliados políticos a estes Jogos. Ele é, até os dias de hoje, o mais jovem campeão olímpico do salto em distância.